# Nagroda Stalinowska

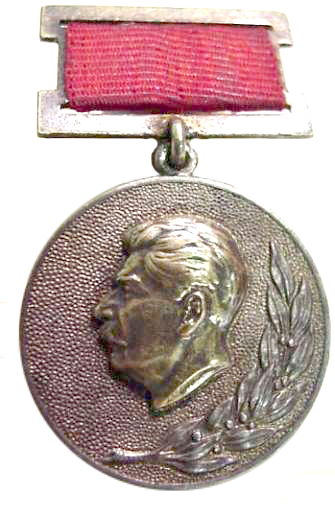
Medal Nagrody Stalinowskiej

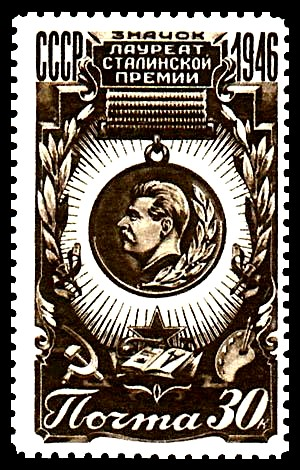
Znaczek Poczty ZSRR z medalem Nagrody Stalinowskiej

Nagroda Stalinowska, Nagroda im. Stalina (ros. Сталинская премия, Пре́мия имени Ста́лина) – nagroda państwowa w Związku Radzieckim przyznawana w latach 1940–1954 obywatelom tego państwa za wybitne osiągnięcia w dziedzinie nauki, techniki, literatury i sztuki oraz nowych metod wytwarzania i konstruowania wyrobów.

## Historia
Nagroda Stalinowska została ustanowiona w 1939 roku, aby uczcić 60. rocznicę urodzin Józefa Stalina. Była przyznawana corocznie formalnie przez Komitet Nagrody Stalinowskiej, przy czym ostateczna decyzja należała do Stalina. Nagrody przyznawano za osiągnięcia w roku poprzednim. Pierwsza ceremonia wręczenia nagród odbyła się wiosną 1941 roku, kiedy to nagrodę odebrało ponad 250 sowieckich naukowców, inżynierów i intelektualistów. Wręczenie nagród wstrzymano w latach wojennych 1944–1945, rozdano je podczas specjalnej ceremonii w 1946 roku. Ostatnie nagrody ogłoszono w 1952 roku, lista laureatów w 1953 roku była przygotowana, lecz nie została ogłoszona z uwagi na śmierć Stalina w marcu 1953 roku. Dopiero w 1956 roku powrócono do nagród, które zostały przemianowane na Nagrody Leninowskie.
1 stycznia 1940 roku Rada Najwyższa ZSRR ustanowiła cztery nagrody (po 100 000 rubli każda) przyznawane w dziedzinie literatury (za poezję, prozę, dramaturgię i krytykę literacką).
W 1949 roku ustanowiono Międzynarodową Nagrodę Stalinowską „Za umocnienie pokoju między narodami” – przemianowaną w 1956 roku na Międzynarodową Nagrodę Leninowską „Za umocnienie pokoju między narodami”.
W 1966 roku wprowadzono Nagrodę Państwową ZSRR. W ramach destalinizacji nazwę Nagroda Stalinowska zastępowano w publikacjach historycznych nazwą Nagroda Państwowa ZSRR, wymieniano dyplomy i medale.